# فاليري ماهافي
فاليري ماهافي (بالإنجليزية: Valerie Mahaffey) (ولدت في 16 يونيو 1953) هي ممثلة ومنتجة أمريكية.

## حياتها المبكرة
ولدت ماهافي في سومطرة بإندونيسيا، لأم كندية وأب من تكساس التقيا في نيو برونزويك في كندا.  عندما كانت ماهافي في السادسة عشرة من عمرها، انتقلت عائلتها إلى هيوستن، حيث تخرجت من مدرسة أوستن الثانوية. حصلت على بكالوريوس الفنون الجميلة من جامعة تكساس في أوستن عام 1975.

## الأعمال

### أفلام
| السنة | العنوان      | الدور        |
| ----- | ------------ | ------------ |
| 2003  | سيبيسكيت     | آني هوارد    |
| 2011  | جاك وجيل     | بيتسي سيمونز |
| 2016  | سولي         | ديان هيغينز  |
| 2020  | رحيل الفرنسي | السيدة رينو  |

### مسلسلات
| السنة           | العنوان                                | الدور                      |
| --------------- | -------------------------------------- | -------------------------- |
| 1979–1981       | الأطباء                                | أشلي بينيت                 |
| 1991            | شيرز                                   | فاليري هيل                 |
| 1991            | ساينفيلد                               | باتريس                     |
| 1993–1996       | أجنحة                                  | ساندي كوبر                 |
| 1999            | إي آر                                  | جوي أبوت                   |
| 2000            | آلي مكبيل                              | الدكتورة سالي موغينز       |
| 2001            | القاضية إيمي                           | السيدة مورلوك              |
| 2001            | الجناح الغربي                          | تووني كراير، لجنة المخصصات |
| 2002            | القانون والنظام: الوحدة الخاصة للضحايا | بروك ثورنبورغ              |
| 2003            | فرايجر                                 | بيجي                       |
| 2004            | دون أثر                                | بوني تولاند                |
| 2006            | سي إس آي: التحقيق في موقع الجريمة      | دورا بوميرانتز             |
| 2006–2007، 2012 | ربات بيوت يائسات                       | ألما هودغ                  |
| 2008            | بوسطن ليغال                            | ماري وينستون               |
| 2010            | هانا مونتانا                           | السيدة جيمسون              |
| 2011–2013       | غلي                                    | روز بيلسبري                |
| 2013، 2015      | الخادمات المخادعات                     | أوليفيا رايس               |
| 2013            | غريز أناتومي                           | دونا كوفمان                |
| 2015            | مدمني العمل                            | سيليست                     |
| 2016            | ذا ميندي بروجيكت                       | جولييت                     |
| 2017            | الرجل في القلعة العالية                | سوزان                      |
| 2017–2020       | شيلدون الصغير                          | السيدة ماكلروي             |
| 2019–2022       | ميت بالنسبة لي                         | لورنا هاردينغ              |
| 2020–2021       | السماء كبيرة                           | هيلين بيرغمان              |
| 2022            | إيكو 3                                 | ماغي تشيسبورو              |

## روابط خارجية
- فاليري ماهافي على موقع IMDb (الإنجليزية)
- فاليري ماهافي على موقع ألو سيني (الفرنسية)
- فاليري ماهافي على موقع أول موفي (الإنجليزية)
- فاليري ماهافي على موقع قاعدة بيانات برودواي على الإنترنت (الإنجليزية)
- فاليري ماهافي على موقع قاعدة بيانات الأفلام السويدية (السويدية)
- فاليري ماهافي على موقع قاعدة بيانات الفيلم (الإنجليزية)
- فاليري ماهافي على موقع كينوبويسك (الروسية)
- فاليري ماهافي في قاعدة بيانات الأفلام على الإنترنت